# شهرک میهه
شهرک میهه روستایی ازدهستان میهه از توابع بخش مرکزی شهرستان کوهرنگ در استان چهارمحال و بختیاری است. جمعیت مردم در این روستا۲۰۰۰ نفر می‌باشد که پیرو دین اسلام و مذهب شیعه می‌باشند. شغل غالب مردم در این روستا کشاورزی ودامداری بوده و از این راه امرار معاش می‌کنند.
این روستا در فاصله ۸۰ کیلومتری از مرکز استان یعنی شهرکرد و در فاصله ۳۵ کیلومتری از شهرهای چلگرد و فارسان می‌باشد. از مناطق دیدنی آن می‌توان به تپه‌ی‌باستانی‌میهه که قدمت آن به اواسط حکومت ایلام بر می‌گردد اشاره نمود. همچنین امامزاده‌های محمد حنیفه و شوی نوی، چشمه تپه، چشمه کهریز از دیگر مناطق گردشگری وزیارتی این منطقه می‌باشند.
این منطقه جزو مناطق سردسیر بوده و در چهار فصل سال دارای مناظر بکر و زیبا می‌باشد.
فامیل‌های ساکن در این روستا (طبق حروف الفبا): اکبری، احمدی، چراغپور، زمانی، کرمی، محمدی، یوسفی

## جمعیت
شهرک میهه در دهستان میهه قرار دارد و براساس سرشماری مرکز آمار ایران در سال ۱۳۸۵ دارای ۸۲۰ نفر و در تازه‌ترین سرشماری، جمعیت ان۲۰۰۰نفر بوده‌است.